# Георг Брандт
Георг Брандт (швед. Georg Brandt; *26 червня 1694 — 29 квітня 1768) — шведський хімік, відкрив хімічний елемент кобальт — перший метал, котрий не був відомий у давнину.
Спочатку вчився в Університеті Упсали, а в 1721–1724 рр. удосконалювався в науках (або, як сказали б сьогодні, підвищував кваліфікацію) в Лейденському університеті в Нідерландів. Після цього Брандт здобув великий авторитет і репутацію хіміка, і тому в 1727 році був призначений керівником хімічної лабораторії в Раді копалень Швеції, а з 1730 року — начальником Королівського монетного двору.
Хоча головною темою наукових досліджень Брандта була хімія миш'яку, він детально вивчив і описав також методи отримання багатьох металів і неметалів — ртуті, вісмуту, сурми, цинку. А в 1735 році він відкрив новий елемент — кобальт.